# Betacixius delicata
Betacixius delicata är en insektsart som beskrevs av Tsaur 1991. Betacixius delicata ingår i släktet Betacixius och familjen kilstritar. Inga underarter finns listade i Catalogue of Life.